# Liuhe (socken i Kina, Guangxi)
Liuhe (kinesiska: 流河乡, 流河) är en socken i Kina. Den ligger i den autonoma regionen Guangxi, i den södra delen av landet, omkring 200 kilometer norr om regionhuvudstaden Nanning.
Genomsnittlig årsnederbörd är 2 085 millimeter. Den regnigaste månaden är juni, med i genomsnitt 384 mm nederbörd, och den torraste är februari, med 47 mm nederbörd.